# Carolina Luzzatto
Carolina Luzzatto (Trieste, 29 novembre 1837 – Gorizia, 24 gennaio 1919) è stata una scrittrice, giornalista e patriota italiana, di origini ebraiche, e fu la prima donna italiana a dirigere un quotidiano.

## Biografia
Carolina Luzzatto nacque da una famiglia ebraica come Carolina Sabbadini nel 1837 a Trieste. Si trasferì nel 1856 a Gorizia, dove andò ad abitare dopo il matrimonio con Girolamo Luzzatto Coen. Fu scrittrice di commedie, ma soprattutto giornalista: corrispose con Il Piccolo, La Giovane Trieste, La Patria del Friuli, Pagine Friulane. Dal 1878 al 1880 fu redattrice del quotidiano L'Isonzo, che fu soppresso dalle autorità austriache, successivamente, tra 1880 e 1883 di altri giornali che essa fondò e che vennero anch'essi chiusi. In quello stesso anno, la Luzzatto divenne direttrice del quotidiano Corriere di Gorizia, che fu chiuso poco dopo; fu la prima donna italiana a dirigere un giornale. 
Poco dopo, rinacque come Corriere Friulano, della quale fu direttrice de facto, e riuscì a tenerlo fino allo scoppio della prima guerra mondiale, allorché fu deportata nonostante i 78 anni di età al campo di Göllendorf. Tornò giusto in tempo per vedere Gorizia italiana, prima di spirare nel 1919. Fu tra l'altro zia di Carlo Michelstaedter, del quale ospitò alcuni articoli nei suoi giornali.

## Opere
- Biblioteca pei fanciulli, Milano, Rechiedei. Comprende:

1. Commedie morali educative, 1870
- Commedie per fanciulle, Milano, Alessandro Lampugnani, 1870.
- Teatro di Carolina C. Luzzatto, Milano, C. Barbini. Comprende:

1. Giacomo Leopardi. Commedia in cinque atti e prologo, 1873
2. Pietro da Cortona, o Il pittore ed il guattero. Commedia storica in tre atti; L'adolescenza di Angelo Poliziano. Commedia storica in due atti, 1874
- Commedie e poesie per fanciulli, Gorizia, Tip. Paternolli, 1868.
- Gli adolescenti sulle scene. Commedie educative, Milano, Paolo Carrara, 1873.
- Il celibe. Schizzo drammatico in un atto, in versi martelliani, Gorizia, Seitz, 1875.
- Due nuove commedie per fanciulli, Gorizia, Seitz, 1878.
- Per le auspicate nozze Pincherle-Luzzatto. Ricordo, Gorizia, Seitz, 1881.
- Per servire all'epistolario metastasiano, Trieste?, Tipografia Herrmanstorfer, 1882?
- Teatro educativo. Prose e poesie varie edite ed inedite, Trieste, C. U. Trani, 1925.

### Libretti
- Eugenio de Pauletig-Vialpino, Fior del pensier. Tempo di valzer, libretto di Carolina Luzzatto Coen, Milano,  D. Vismara, seconda metà 1800.